# Ankara Üniversitesi S.K. (hockey sur glace)
Ankara Üniversitesi Spor Kulübü est la section de hockey sur glace du club omnisports de l'université d'Ankara en Turquie. L'équipe masculine participe à la Super Ligue (TBHSL) pour la première fois lors de la saison 2009-2010. L'équipe féminine joue dans le groupe A dans la ligue de hockey sur glace turque féminine.
La première section sportive de l'université d'Ankara date de 1948. La section hockey sur glace date de 2007.
La section hockey sur glace est surnommée les Panthers.